# Grotte du Boquete
La grotte du Boquete (cueva del Boquete en espagnol, grotte de la Brèche en français) est un site préhistorique situé dans la municipalité d'Alcaucín, dans la province de Malaga, en Andalousie (Espagne). Elle est également connue sous le nom de grotte de Zafarraya, la bourgade la plus proche, située dans la province de Grenade voisine. La grotte du Boquete est considérée comme l'un des sites néandertaliens les plus récents d'Europe.

## Historique
La grotte du Boquete a été découverte en 1979 et fouillée à partir de 1981. Un fémur et une mandibule d'Homme de Néandertal ont été exhumés respectivement en 1982 et 1983 par les chercheurs espagnols Cecilio Barroso Ruiz et Francisca Medina Lara. À proximité de la mandibule, une industrie lithique moustérienne a été mise au jour. De 1990 à 1994, les découvreurs ont conduit avec l'équipe du paléoanthropologue français Jean-Jacques Hublin une seconde campagne de fouilles qui a mis au jour de nouveaux fossiles néandertaliens et de nombreux vestiges archéologiques. Ils ont publié en 1995 une étude détaillée du site qui plaçait sa dernière occupation autour de 30 000 ans avant le présent (AP), une datation impliquant une extinction tardive de l'Homme de Néandertal en Europe.

## Datation
Une autre équipe a réalisé de nouvelles datations en 2013. Elle a redaté des charbons de bois et des restes fauniques en profitant des avancées techniques dans la datation par le carbone 14 associée à la spectrométrie de masse par accélérateur. La datation par l'uranium-thorium et la résonance de spin électronique (RSE) ont été appliqués sur des restes fauniques. Les vestiges datés proviennent des niveaux moustériens du site.
Deux charbons de bois ont été datés respectivement de 41 500 ans et 39 700 ans cal AP, ce qui est cohérent avec la stratigraphie et permet de dater la mandibule néandertalienne, trouvée dans le même niveau UE. La datation par le carbone 14 de fossiles de paléofaune s'étend de 39 000 à 34 000 ans calAP. La datation par l'uranium-thorium combinée à la résonance de spin électronique sur l'émail de deux dents de cheval et une dent de caprin trouvées dans l'unité UE a donné 43 000 à 33 000 ans AP. Compte tenu des marges d'erreur, l'occupation néandertalienne du site est estimée de manière large entre 46 000 et 30 000 ans AP, ce qui est potentiellement un peu plus ancien que l'estimation d'environ 30 000 ans AP émise en 1995.

## Analyse
Le vieillissement relatif de l'occupation néandertalienne de la grotte du Boquete n'infirme pas l'hypothèse selon laquelle les Néandertaliens et les Hommes modernes auraient cohabité en Europe pendant plusieurs milliers d'années avant l'extinction de Néandertal, car l'arrivée d'Homo sapiens en Europe centrale puis en Espagne a elle-même été vieillie par les études les plus récentes.